# 克拉考多夫
克拉考多夫是奥地利施蒂利亚州穆劳县的一个市镇。总面积29.68平方公里，总人口652人，人口密度22.0人/平方公里（2005年）。